# A sangre fría (novela)
A sangre fría (título original en inglés: In Cold Blood) es una novela testimonio del periodista y escritor estadounidense Truman Capote. Fue comenzada en 1959 y finalmente publicada en 1966. Para hallar la documentación necesaria para el libro el autor realizó un exhaustivo trabajo de campo. A sangre fría trata sobre el asesinato de la familia Clutter, y explica cómo una familia de un pueblo rural de Estados Unidos es asesinada sin ningún sentido y cómo los asesinos son capturados y sentenciados a pena de muerte. 
Capote se enteró del cuádruple asesinato, antes de que capturaran a los asesinos, y viajó a Kansas para escribir sobre el crimen. Lo acompañó su amiga de la infancia y autora Harper Lee. Entrevistaron a los residentes e investigadores asignados al caso y tomaron miles de páginas de notas. Los asesinos Richard Hickock y Perry Smith fueron arrestados seis semanas después de los asesinatos y luego ejecutados por el estado de Kansas. Capote finalmente pasó seis años trabajando en el libro. 
A sangre fría fue un éxito instantáneo y es el segundo libro sobre crímenes reales más vendido en la historia, detrás de Helter Skelter (1974) de Vincent Bugliosi sobre los asesinatos de Charles Manson. Algunos críticos consideran la obra de Capote como un trabajo pionero de no ficción.
In Cold Blood ha sido alabado por su prosa elocuente, extenso detalle y triple narrativa que describe la vida de los asesinos, las víctimas y otros miembros de la comunidad rural en secuencias alternas. Se presta especial atención a las psicologías y antecedentes de Hickock y Smith, así como a la compleja relación de la pareja durante y después de los asesinatos. In Cold Blood es considerado por los críticos como una obra pionera en el género del crimen verdadero, aunque Capote estaba decepcionado de que el libro no ganara el Premio Pulitzer. Partes del libro difieren de los hechos reales, incluidos detalles importantes.

## Crimen
Herbert "Herb" Clutter era un próspero agricultor del oeste de Kansas. Empleaba hasta 18 peones, quienes lo admiraban y respetaban por su trato justo y buenos salarios. Sus dos hijas mayores, Eveanna y Beverly, se habían mudado y habían comenzado sus vidas adultas; sus dos hijos menores, Nancy, de 16 años, y Kenyon, de 15, estaban en la escuela secundaria. Según los informes, la esposa de Clutter, Bonnie, había estado incapacitada por depresión clínica y dolencias físicas desde el nacimiento de sus hijos, aunque esto fue luego cuestionado por su hermano y otros miembros de la familia, quienes sostuvieron que la depresión de Bonnie no era tan debilitante como se describe en el libro.
Dos exconvictos recientemente liberados en libertad condicional de la Penitenciaría del Estado de Kansas, Richard Eugene "Dick" Hickock y Perry Edward Smith, robaron y asesinaron a Herb, Bonnie, Nancy y Kenyon en las primeras horas de la mañana del 15 de noviembre de 1959. Un excompañero de celda de Hickock, Floyd Wells, había trabajado para Herb Clutter y le dijo a Hickock que Clutter guardaba grandes cantidades de efectivo en una caja fuerte. Hickock pronto tuvo la idea de robar la caja fuerte y comenzar una nueva vida en México. Según Capote, Hickock describió su plan como «un juego de niños, el golpe perfecto». Hickock se puso en contacto más tarde con Smith, otro excompañero de celda, sobre haber cometido el robo con él. De hecho, Herb Clutter no tenía caja fuerte y básicamente realizaba todas sus transacciones con cheque.
Después de conducir más de 400 millas a través del estado de Kansas en la noche del 14 de noviembre, Hickock y Smith llegaron a Holcomb, localizaron la casa de Clutter y entraron por una puerta sin llave mientras la familia dormía. Al despertar a los Clutter y descubrir que no había caja fuerte, ataron y amordazaron a la familia y continuaron buscando dinero, pero encontraron poco valor en la casa. Aún decididos a no dejar testigos, la pareja debatió brevemente qué hacer; Smith, notoriamente inestable y propenso a actos violentos en ataques de rabia, cortó la garganta de Herb Clutter y luego le disparó en la cabeza. Capote escribe que Smith relató más tarde: "No quería hacerle daño al hombre. Pensé que era un caballero muy agradable. Habla suavemente. Lo pensé hasta el momento en que le corté el cuello". Kenyon, Nancy y luego la Sra. Clutter también fueron asesinadas, cada una con un solo disparo de escopeta en la cabeza. Hickock y Smith abandonaron la escena del crimen con una pequeña radio portátil, un par de binoculares y menos de 50 dólares en efectivo.
Smith luego afirmó en su confesión oral que Hickock asesinó a las dos mujeres. Sin embargo, cuando se le pidió que firmara su confesión, Smith se negó. Según Capote, quería aceptar la responsabilidad de los cuatro asesinatos porque afirmaba que "sentía pena por la madre de Dick". Smith agregó: «Es una persona realmente dulce». Hickock siempre sostuvo que Smith cometió los cuatro asesinatos.

## Investigación y juicio
Sobre la base de una pista de Wells, quien se puso en contacto con el director de la prisión después de enterarse de los asesinatos, Hickock y Smith fueron identificados como sospechosos y arrestados en Las Vegas, el 30 de diciembre de 1959. Ambos hombres finalmente confesaron después de los interrogatorios de los detectives del Departamento de Investigación de Kansas.
Fueron llevados de regreso a Kansas, donde fueron juzgados juntos en el juzgado del condado de Finney en Garden City, Kansas, del 22 al 29 de marzo de 1960. Ambos se declararon locos temporalmente en el juicio, pero los médicos generales locales evaluaron a los acusados y los declararon cuerdos.
También se sospecha que Hickock y Smith están involucrados en los asesinatos de la familia Walker, hipótesis que se menciona en el libro, aunque esta conexión no ha sido probada. En cambio, se nombró a tres médicos generales locales para examinarlos y determinar si estaban cuerdos en el momento del crimen.
Después de una breve entrevista, los médicos determinaron que los acusados no estaban locos y podían ser juzgados según las Reglas de M'Naghten. Los abogados defensores buscaron la opinión de un psiquiatra experimentado del hospital psiquiátrico local del estado, quien diagnosticó signos definitivos de enfermedad mental en Smith y consideró que las lesiones anteriores en la cabeza de Hickock podrían haber afectado su comportamiento. Sin embargo, esta opinión no fue admitida en el juicio porque, según la ley de Kansas, el psiquiatra solo podía opinar sobre la cordura del acusado en el momento del crimen.
El jurado deliberó durante solo 45 minutos antes de encontrar a Hickock y Smith culpables de asesinato. Sus condenas conllevaban una sentencia de muerte obligatoria en ese momento. En la apelación, Smith y Hickock impugnaron las determinaciones de que estaban cuerdos y afirmaron que la cobertura mediática del crimen y el juicio había sesgado al jurado, y que habían recibido asistencia inadecuada de sus abogados. Algunos aspectos de estas apelaciones se presentaron en tres ocasiones a la Corte Suprema de los Estados Unidos, que se negó a conocer el caso.
Después de cinco años en el corredor de la muerte en la Penitenciaría del Estado de Kansas, Smith y Hickock fueron ejecutados en la horca el 14 de abril de 1965. Hickock fue ejecutado primero y fue declarado muerto a las 12:41 a. m. después de haber permanecido en la horca durante casi 20 minutos. Smith lo siguió poco después y fue declarado muerto a la 1:19 a. m.

## Cobertura y discusión pública
Durante los primeros meses de su juicio y después, el caso de asesinato de Hickock y Smith pasó desapercibido para la mayoría de los estadounidenses. No fue hasta meses antes de sus ejecuciones que se convirtieron en dos de los asesinos más famosos de la historia. El 18 de enero de 1960, la revista Time publicó "Kansas: The Killers", una historia sobre los asesinatos Inspirado por ese artículo, Truman Capote escribió, en 1965 serializado en The New Yorker, y en 1966 publicado como una "novela de no ficción", titulada A sangre fría, un libro sobre crímenes reales que detallaba los asesinatos y el juicio. Debido a la brutalidad y gravedad de los delitos, el juicio tuvo cobertura a nivel nacional e incluso recibió alguna cobertura a nivel internacional.

## Argumento
A sangre fría narra el brutal asesinato de los cuatro miembros de una familia de Kansas. En 1959, un violento crimen sacudió la tranquila vida de Holcomb, Kansas. La sociedad estadounidense de aquellos años quedó conmocionada por un crimen que sugería que cualquiera podía morir asesinado en cualquier momento.
La familia asesinada, los Clutter, compuesta por Herbert Clutter, su esposa Bonnie y sus hijos Kenyon de 15 y Nancy de 16, era el arquetipo del sueño americano en la década de los 50. Eran gente próspera, que vivía de la agricultura en un pequeño poblado de mayoría metodista. Tenían buena reputación, eran religiosos y asistían sin fallar a los servicios dominicales. Generosos, empáticos, trabajadores, sanos, no tenían aparentes enemigos.
Los asesinos, Richard Eugene (Dick) Hickock y Perry Edward Smith, eran convictos en libertad condicional que creían que en la casa de los Clutter hallarían una caja fuerte con no menos de diez mil dólares. No la hallaron, pero de todos modos asesinaron a los padres y a sus dos hijos adolescentes.
Huyeron hasta México, regresaron a los Estados Unidos y siguieron a la deriva hasta que fueron identificados como los asesinos y arrestados. Un antiguo compañero de celda de Hickock, Floyd Wells, había trabajado para el señor Clutter en el pasado y le comentó a su compañero lo rico que era, incluso le aseguró que poseía una caja fuerte en su despacho con el dinero necesario para el mantenimiento diario de la granja, lo cual incitó a Dick a maquinar el delito. Estos datos no sólo resultaron ser falsos, porque no existía dicha caja, sino que además el señor Clutter nunca llevaba mucho dinero encima, ya que siempre se manejaba con cheques; de hecho, la cantidad de dinero robada el día del asesinato ni siquiera llegó a los cincuenta dólares.

## Desarrollo de la novela

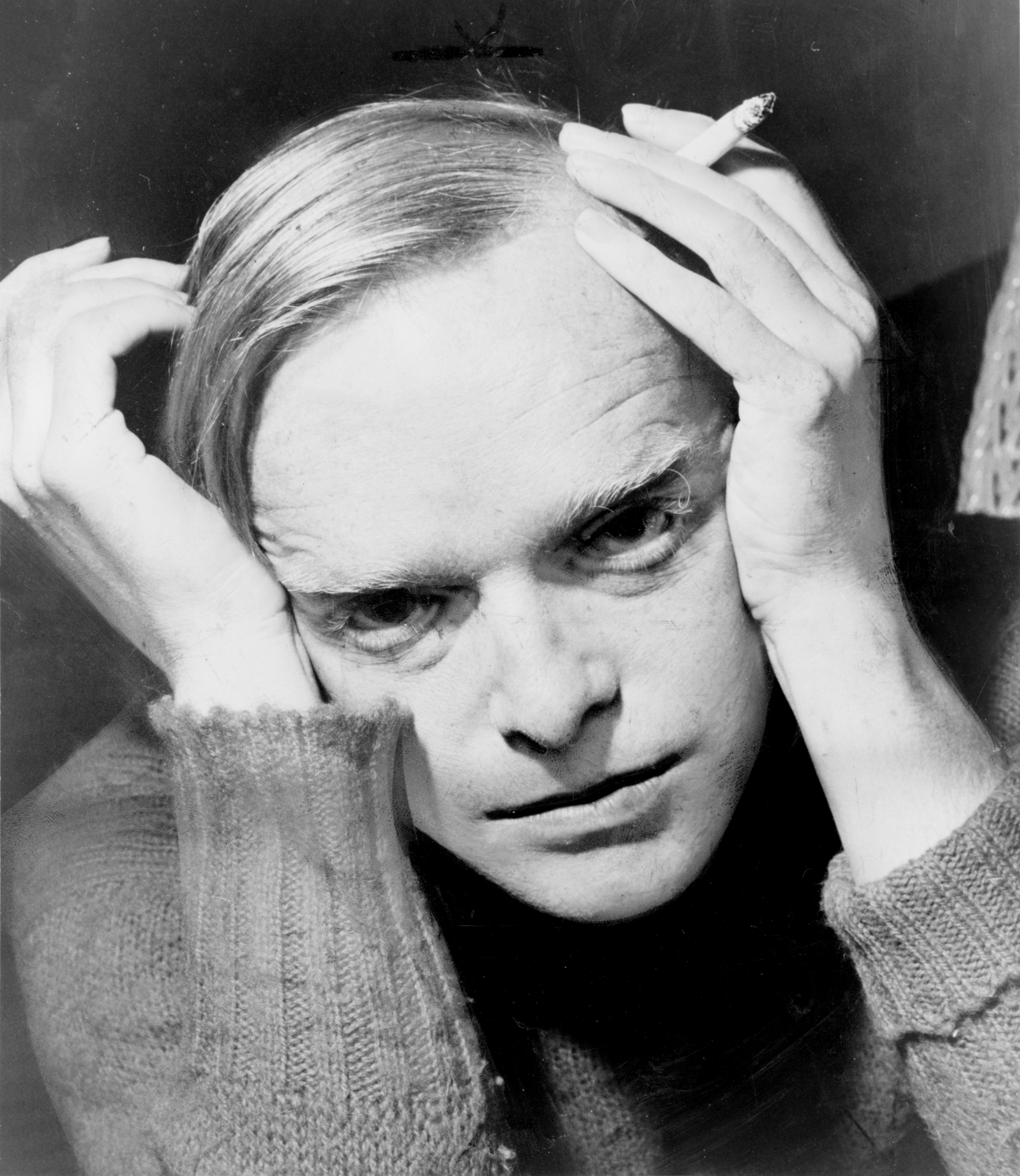
Retrato de Truman Capote.

Truman Capote estaba en Nueva York cuando leyó la noticia del asesinato en un diario. En ese momento decidió ir a Holcomb para investigar sobre lo ocurrido y ver cómo afectaba esto a la gente del pueblo. Junto a la escritora Harper Lee, autora de Matar un ruiseñor, Capote entrevistó a la policía y a conocidos de los Clutter, incluso antes de que se supiera el nombre de los sospechosos, Dick Hickock y Perry Smith. De ahí salieron miles de páginas de anotaciones que irían creciendo.
Capote tuvo que ganarse la confianza de todos los testigos y habitantes del pueblo de Holcomb. En un principio, tanto por su actitud estrafalaria y extrovertida, como por su pública orientación homosexual, le fue difícil. El tercer día de su llegada al pueblo, Capote quería abandonar, pero Harper Lee le convenció de que continuara. Durante las conversaciones con los habitantes del pueblo, Capote no utilizaba ninguna libreta de notas, ya que decía que así se perdía espontaneidad. Por la noche, Capote y Harper Lee escribían las notas y compartían opiniones. La ayuda de Harper Lee fue tan importante que Capote le dedicó el libro, además de a su pareja.
A partir de 1960, cuando los asesinos fueron detenidos, Capote decidió que quería obtener más información y empezó a hablar con Dick Hickock y Perry Smith. Se rumorea que Capote y Perry Smith establecieron una relación sentimental durante los años que duró la situación. Muchas de las cosas que Capote escribe de las familias de los asesinos no son reales, ya que quería que el lector simpatizara con ellos, pues Capote iba a constituirse en un gran defensor de los asesinos. Truman Capote asistió a muchas sesiones del proceso, sin embargo para una mayor fidelidad de la novela compró las transcripciones del juicio.[cita requerida]
Mientras Truman Capote escribía esta novela tuvo que enfrentarse a problemas de alcoholismo y drogadicción. Su proceso creativo fue llevado al cine en la película Capote (2005), en la que Truman Capote es interpretado por el actor Philip Seymour Hoffman en un papel que le valió el premio Óscar al mejor actor principal. También fue llevada al cine la propia novela, llamada también A sangre fría, en 1967, por el director Richard Brooks.
En 2007 se estrenó la película Infamous (Historia de un crimen), que cuenta las peripecias de Capote (Toby Jones) y Harper Lee (Sandra Bullock) para escribir la novela.

## Nuevo periodismo
Narrada en tercera persona omnisciente, A sangre fría ha sido ensalzada por su realismo y la conjunción de una narrativa tradicional con un reportaje periodístico. Capote definió al libro como perteneciente a un nuevo género, que en idioma inglés denominó nonfiction novel o novela testimonio. Mucho se ha discutido sobre el acierto de esta calificación. En 1957, nueve años antes, el escritor argentino Rodolfo Walsh había publicado Operación Masacre, donde ya se utiliza el método de ficcionar hechos reales periodísticos, aplicado a un crimen de estado. De todos modos, se considera que A sangre fría supuso una revolución en el mundo del periodismo al motivar la aparición de la corriente conocida como nuevo periodismo.
El nuevo periodismo es una corriente periodístico-literaria que nace en los años 60. Se define como una corriente rompedora en el periodismo e innovadora en literatura que persigue llevar a cabo una investigación periodística exhaustiva basada en hechos reales y explicar la historia con un tono literario. Uno de los primeros estudiosos del movimiento fue el escritor y periodista Tom Wolfe, en un artículo del New Yorker, donde estructura las principales características del nuevo periodismo, a saber:
- Construir un texto escena por escena.
- Incluir gran cantidad de diálogos.
- Definir con detalle a los personajes.
- Adoptar siempre un punto de vista determinado para explicar la historia.

## Obras relacionadas
- " El crimen de Aguacatal " Francisco de Paula Muñoz 1874, Reportaje.
- Crucero de verano, 1943, novela.
- Otras voces, otros ámbitos, 1948, novela.
- Un árbol de noche y otras historias, 1949, colección de historias.
- Color local, 1950, colección de piezas periodísticas.
- El arpa de hierba, 1951, novela.
- La burla del diablo, 1953, largometraje.
- Se oyen las musas, 1956, colección de piezas periodísticas.
- Desayuno en Tiffany's, 1958, novela.
- Los inocentes, 1961, largometraje.
- Escritos selectos, 1963, piezas periodísticas.
- Un recuerdo de navidad, 1966, colección de historias cortas.

- A sangre fría, 1967, película.
- El invitado del día de acción de gracias, 1968, novela.
- Los perros ladran, 1973, piezas periodísticas.
- Música para camaleones, 1980, piezas periodísticas.
- Plegarias atendidas, 1986, novela inconclusa publicada póstumamente.
- Capote, 2005, película.
- Infamous, 2007, película.
- Feud: Capote vs the swans,2024, serie.
- Noticia de un secuestro, 1996,novela de Gabriel García Márquez.